# Bunyans Cemetery
Le Bunyans Cemetery   est un cimetière militaire de la Première Guerre mondiale, situé sur le territoire de la commune de Tilloy-lès-Mofflaines, dans le département du Pas-de-Calais, à l'est d'Arras.

## Localisation
Ce cimetière est situé à 1,2 km au nord-est de la commune, au milieu des cultures. Il est accessible en empruntant l'Allée du cimetière, puis un sentier dédié gazonné sur une quarantaine de mètres.

## Histoire

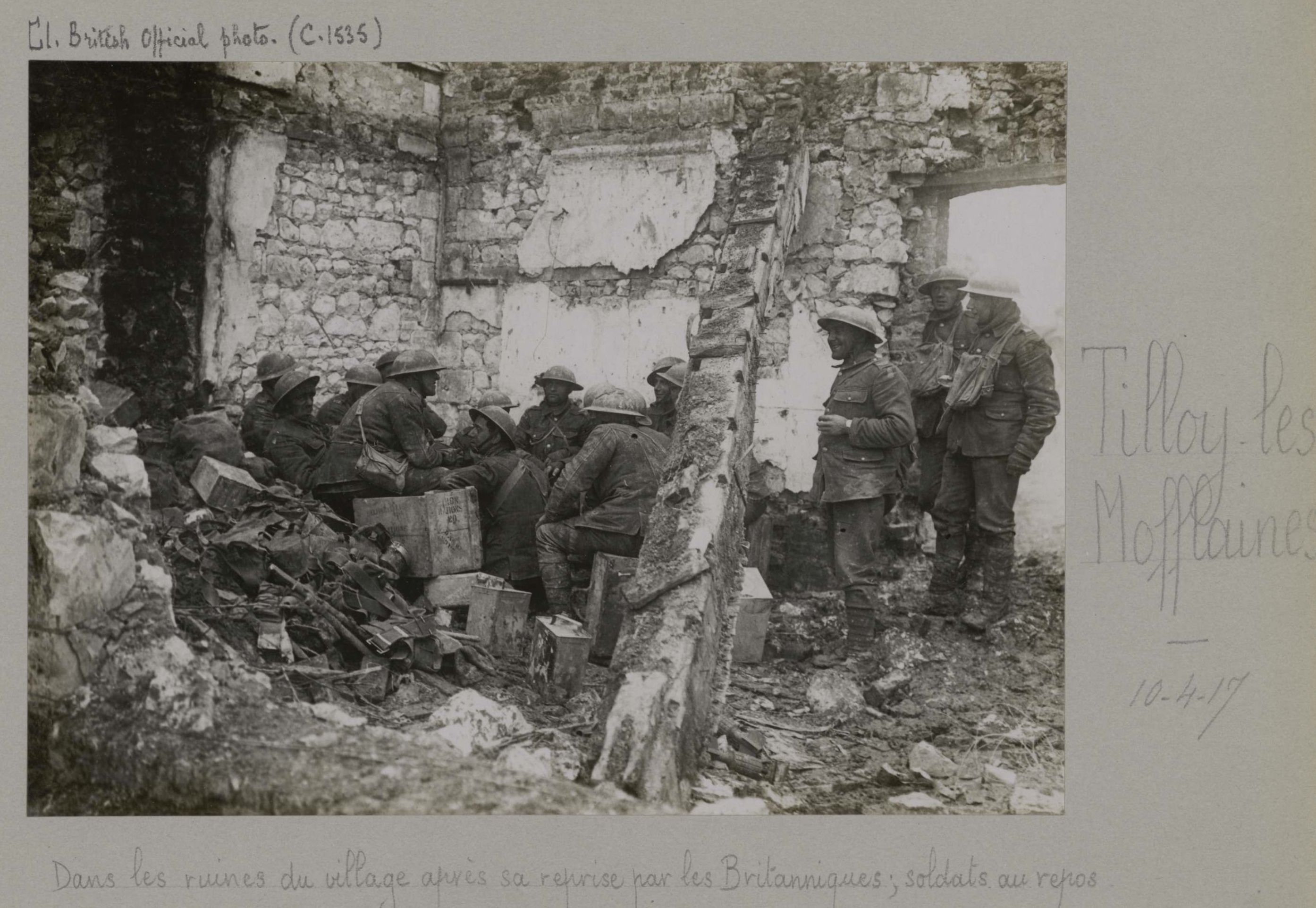
Soldats briatanniques au repos après la prise de Tilloy-lès-Mofflaines le 10 avril 1917.

Tilloy-lès-Mofflaines est occupée par les troupes allemandes dès fin août 1914 et le secteur marquera la fin de la progression allemande devant Arras.
En avril 1917, les alliés lancent la Bataille d'Arras en vue de reconquérir le secteur. Tilloy-Les-Mofflaines est prise par les troupes du Commonwealth le 9 avril 1917 .
Le secteur sera de nouveau perdu fin mars 1918 lors de l'Offensive du printemps de l'armée allemande, puis repris définitivement fin août suivant.
Le cimetière fut commencé d'avril 1917 pour inhumer les victimes  des combats des premiers jours la Bataille d'Arras jusqu'en juillet de la même année.
Ce cimetière comporte aujourd'hui les tombes de 54 de soldats britanniques
,.

## Caractéristiques
Ce cimetière a un plan carré de 20 m de côté. Il est entièrement clos d'un muret de mellons.

Il a été conçu par l'architecte britannique George Hartley Goldsmith  (d).

## Sépultures
| Pays        | Sépultures |
| ----------- | ---------- |
| Royaume-Uni | 54         |

## Galerie

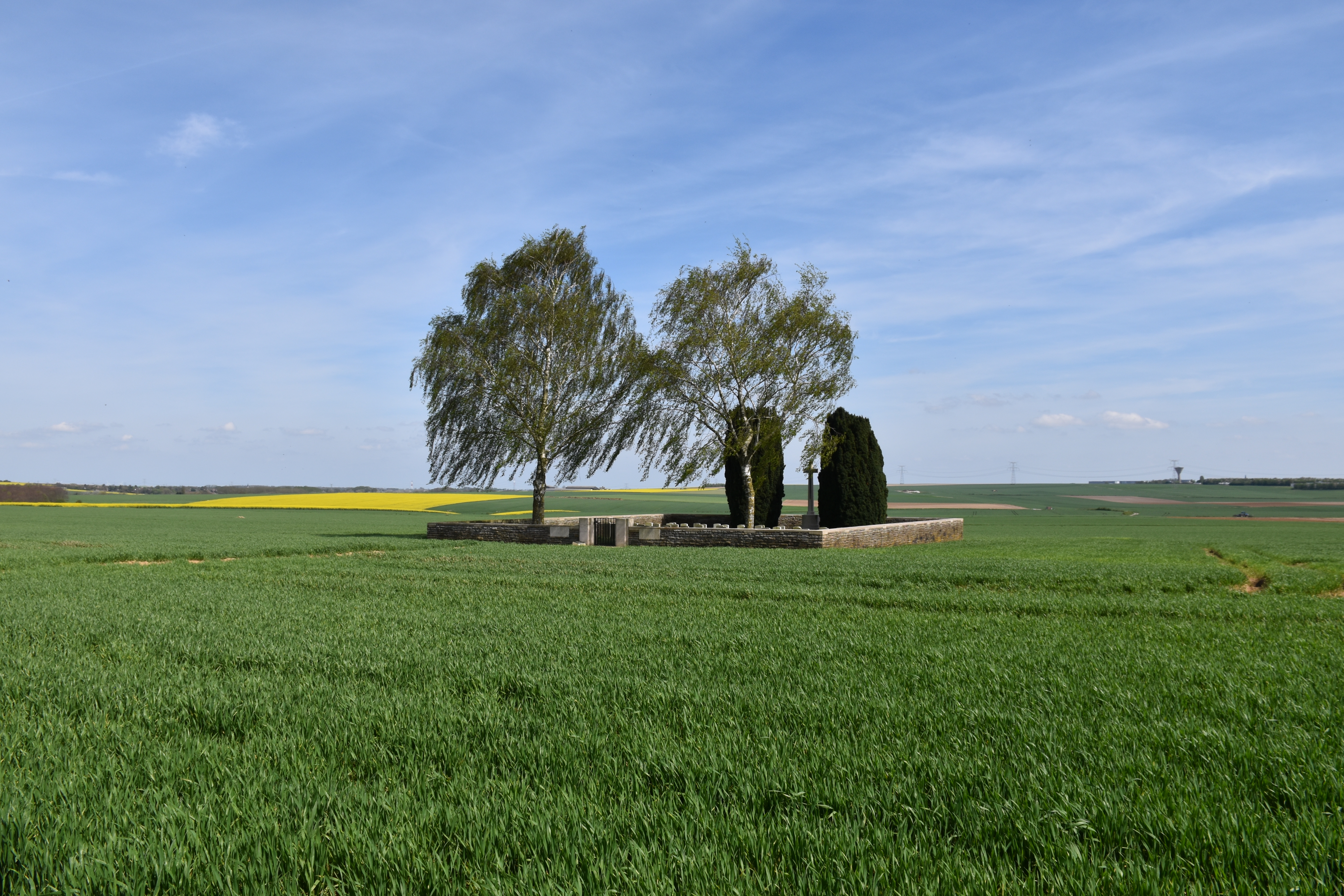
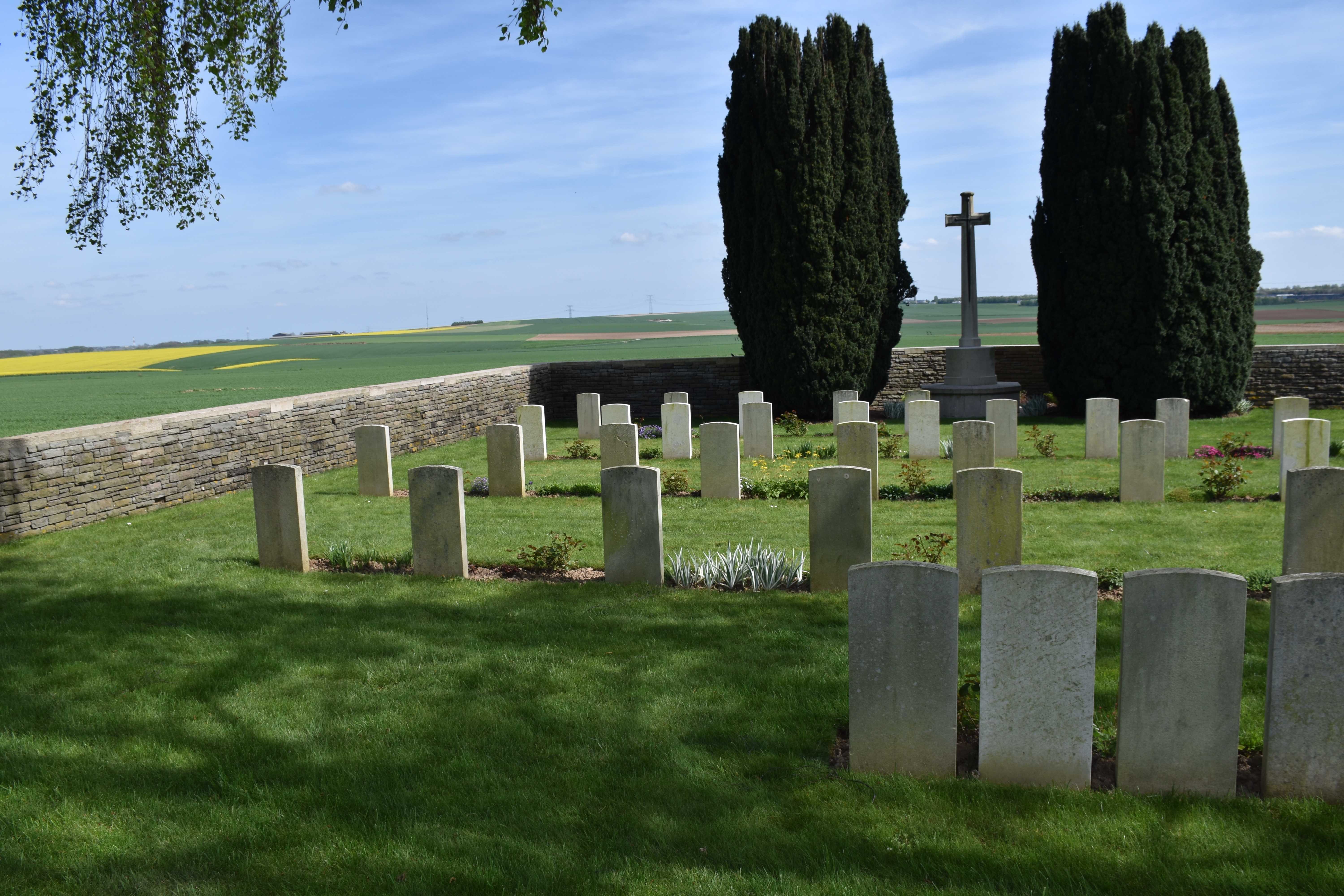
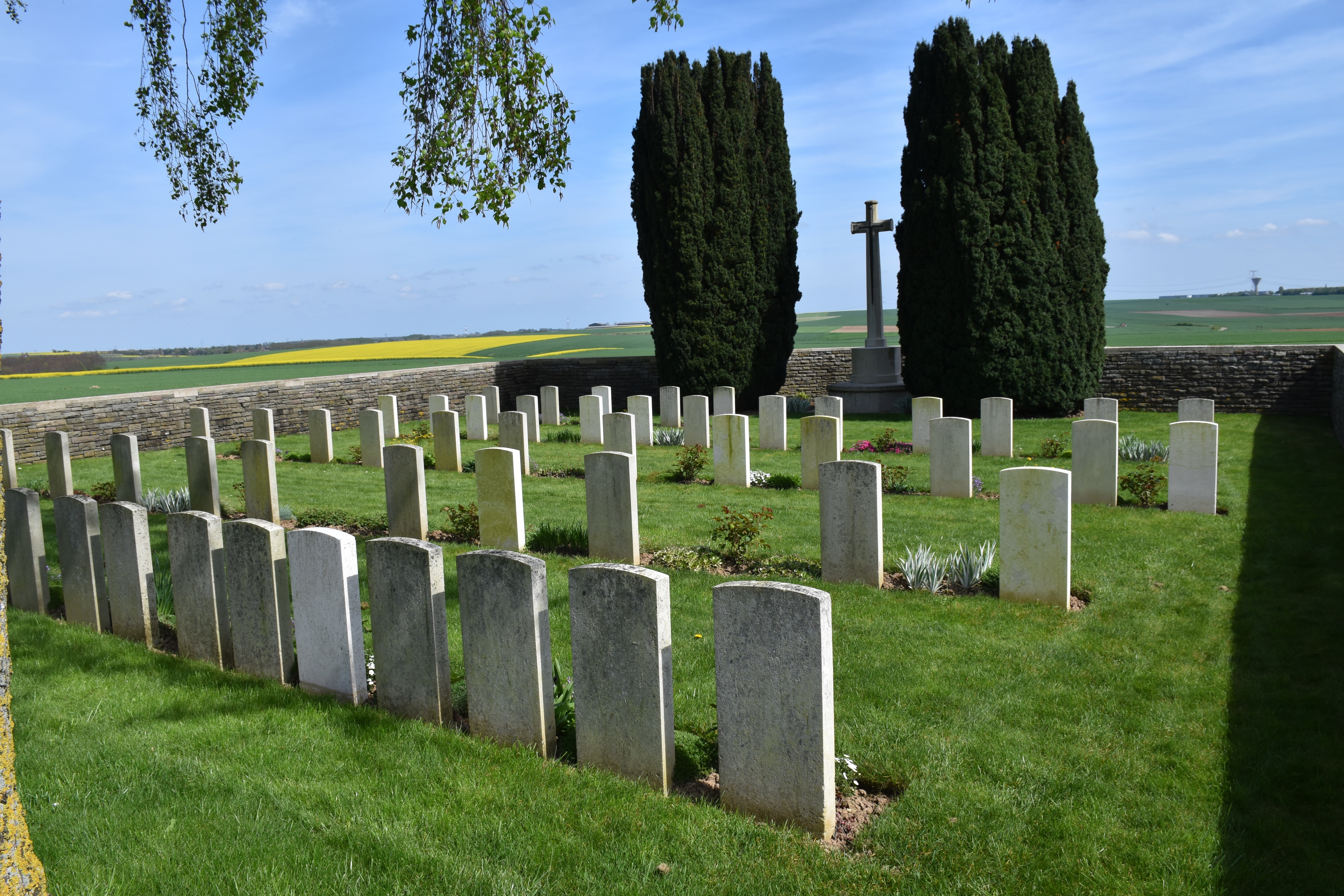
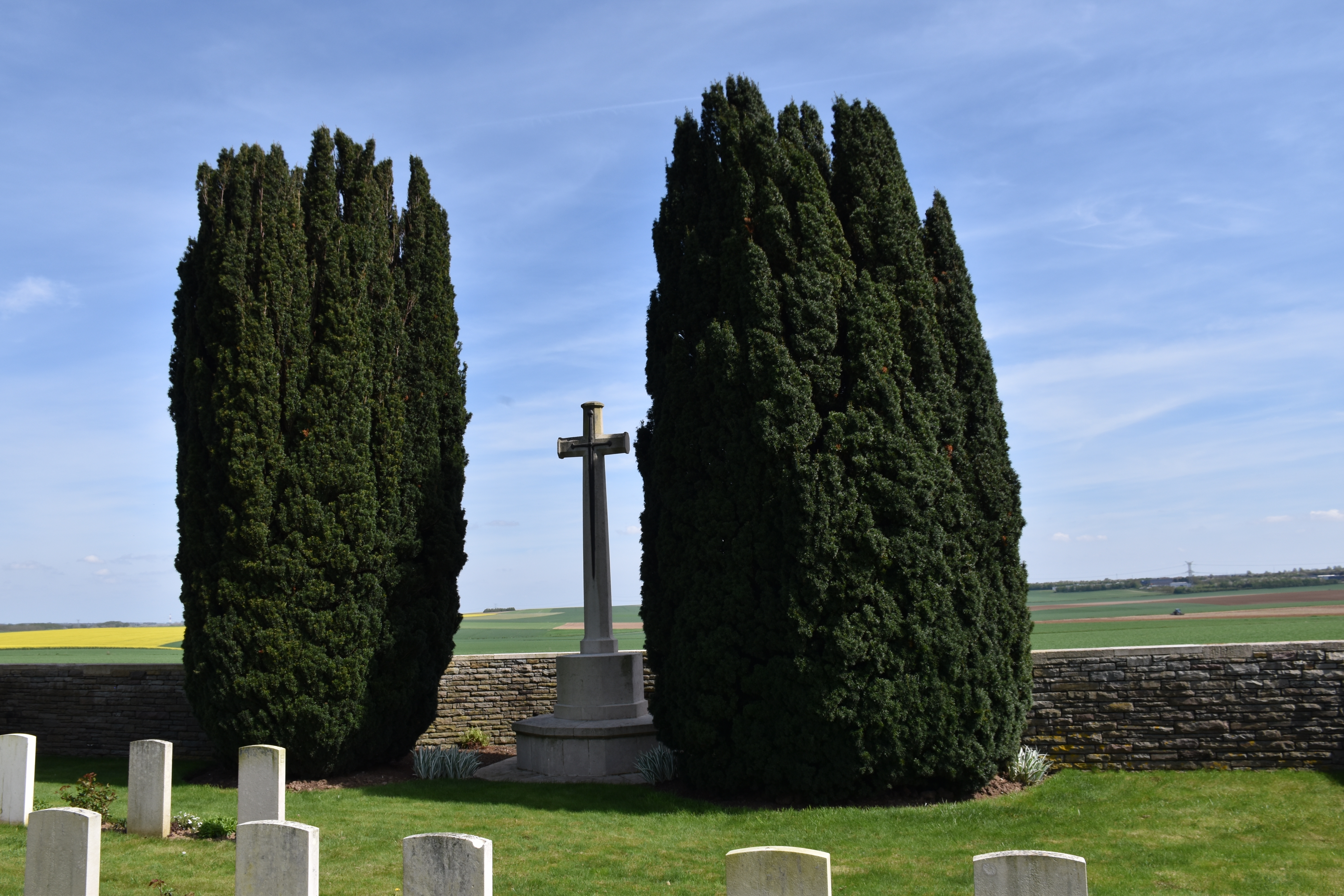
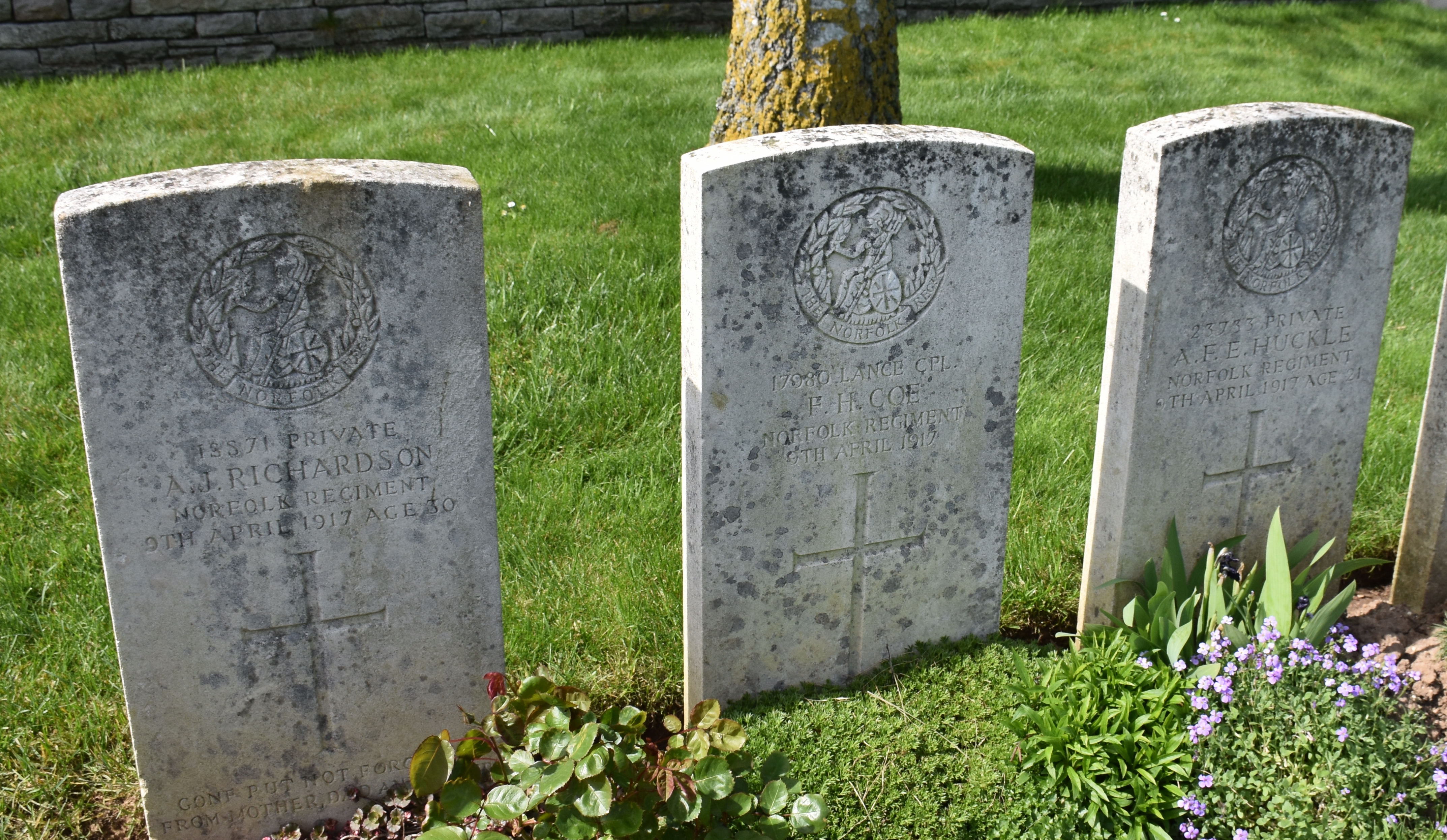
Tombes de soldats britanniques tombés le 9 avril 1917,  premier jour de la Bataille d'Arras.
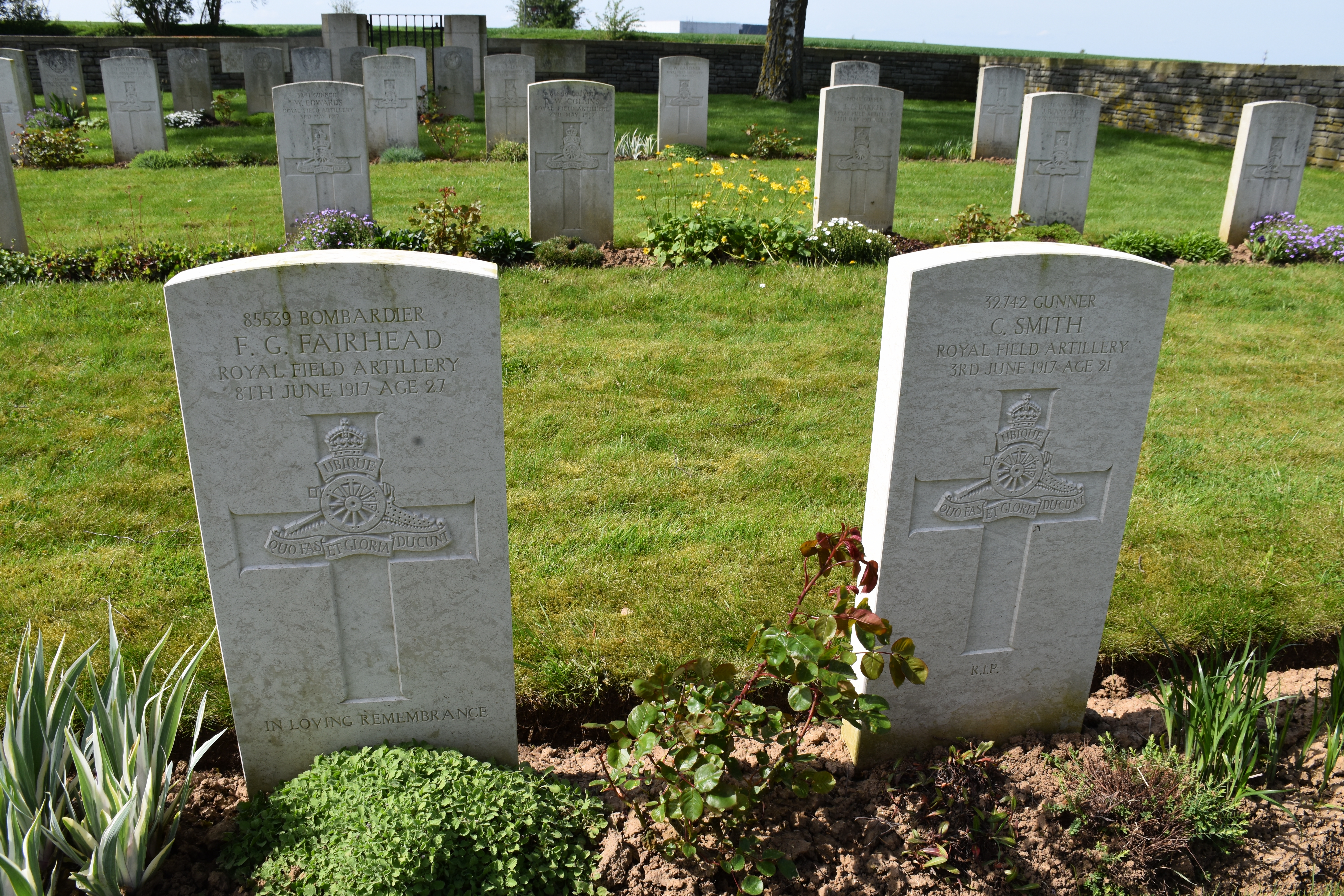

## Pour approfondir